# Sono invecchiato di colpo
Sono invecchiato di colpo è il terzo album di Dino Fumaretto, pubblicato il 13 febbraio 2012 dall'etichetta discografica indipendente Trovarobato e distribuito da Audioglobe.

## Il disco
Il disco è stato registrato da Matteo Burico al Rokkaforte di Castiglione del Lago (PG) nel periodo agosto-settembre 2011. Il missaggio è stato curato da Rocco Marchi e Francesca Baccolini presso lo Studio Obst Und Gemuse di Cerro Veronese (VR). Il disco è stato masterizzato da Giovanni Versari presso lo Studio La Maestà di Tredozio (FC). Gli arrangiamenti sono di Nicola Cappelletti ed Elia Billoni, ad eccezione di quelli dell'ultima traccia, che sono di Iosonouncane ed Elia Billoni.
Rispetto al precedente album La vita è breve e spesso rimane sotto e a tutte le altre precedenti produzioni, basate quasi esclusivamente sull'accoppiata piano e voce, in questo disco Dino Fumaretto (eteronimo di Elia Billoni) si avvale della collaborazione di alcuni musicisti che accompagnano l'autore. Lo stile e le tematiche rimangono comunque quelle del passato: emergono argomenti come la vecchiaia, l'inquietudine, la follia e l'assurdità.
Il primo singolo estratto è Mente spostata, di cui è stato anche realizzato un videoclip diretto da Christian Bona.
Nelle esibizioni dal vivo che promuovono il disco nei mesi successivi alla pubblicazione dell'album si esibisce la Dino Fumaretto Band, composta da Elia Billoni (piano e voce), Nicola Cappelletti (basso e violino) e Samuele Bucelli (batteria).

## Tracce
1. Cosa c'è nel frigo
2. Insonnia
3. Risvegli
4. Tu sei pazza
5. Film dell'orrore
6. Mente spostata
7. Una vacanza
8. Non ti emoziono più
9. Il nuovo che avanza
10. Sono invecchiato di colpo

## Formazione
- Elia Billoni - voce, pianoforte, piano digitale, organo, groovebox, armonica, kazoo e cori
- Nicola Cappelletti - basso, violini, cajón, percussioni, chitarra acustica, electribe, galletto, snap, fischio e cori
- Federico Minciarelli - batteria
- Enrico Giovagnola - sax
- Iosonouncane - elettronica, tastiere, voci
- Li-Dada - voci